# 普雷博爾德
普雷博爾德（斯洛維尼亞語： 發音：[ˈpɾeːbɔlt]），是斯洛維尼亞中部普雷博尔德市镇的聚居地及行政中心。它位於采列以西薩瓦山北部邊緣的薩維尼亞河下游。當地是下施蒂里亞傳統地區的一部分，現在包括在薩維尼亞統計區。

## 教堂
當地的堂區教堂是獻給聖保羅，屬於天主教采列教區。它建於1898年，位於一座14世紀的教堂遺址上。

## 外部連結
- Prebold on Geopedia （页面存档备份，存于）
- Prebold municipal site （页面存档备份，存于）